# Lisa Schmidla
Lisa Schmidla (* 5. Juni 1991 in Krefeld) ist eine ehemalige deutsche Ruderin.
Schmidla begann 2004 mit dem Rudersport. 2008 belegte sie mit dem Achter den dritten Platz bei den Junioren-Weltmeisterschaften. Bei den Junioren-Weltmeisterschaften 2009 siegte sie im Einer. 2010 gewann sie zusammen mit der Rostockerin Julia Lepke im Doppelzweier bei den U23-Weltmeisterschaften. 2011 gewann sie einen weiteren U23-Titel, als sie in Amsterdam zusammen mit Ulrike Törpsch, Marie-Cathérine Arnold und Julia Lier im Doppelvierer den ersten Platz erruderte. Beim Weltcup-Auftakt 2012 in Belgrad belegte Schmidla mit dem deutschen Doppelvierer den zweiten Platz. Lisa Schmidla gehörte als Ersatzruderin zum deutschen Aufgebot für die Olympischen Spiele 2012. Bei den U23-Weltmeisterschaften 2013 konnte sie den Titel im Einer gewinnen, damit hatte sie in allen drei Skullbootsklassen die Goldmedaille bei U23-Weltmeisterschaften gewonnen. Bei den Weltmeisterschaften 2014 in Amsterdam gewann sie zusammen mit Carina Bär, Julia Lier und Annekatrin Thiele Gold im Doppelvierer. 2015 gewann der deutsche Doppelvierer mit Annekatrin Thiele, Carina Bär, Marie-Cathérine Arnold und Lisa Schmidla den Titel bei den Europameisterschaften, bei den Weltmeisterschaften erhielten sie die Silbermedaille hinter dem US-Doppelvierer. Zum Auftakt der Olympiasaison 2016 verteidigten Thiele, Bär, Arnold und Schmidla den Titel bei den Europameisterschaften in Brandenburg an der Havel. Vor den Olympischen Sommerspielen kehrte Julia Lier in den Doppelvierer zurück. Bei den Olympischen Spielen 2016 gewannen Thiele, Bär, Lier und Schmidla die Goldmedaille vor den Niederländerinnen. Nach drei zweiten Plätzen in Folge wurde sie bei den Kleinbootmeisterschaften 2017 in Krefeld Deutsche Meisterin. Dies war ihr letzter Start als Leistungssportlerin.
Am 1. November 2016 ehrte der Bundespräsident Schmidla und ihre Mannschaftskolleginnen Thiele, Bär und Lier mit dem Silbernen Lorbeerblatt.
Lisa Schmidla rudert für den Crefelder Ruder-Club 1883. Im Doppelzweier war ihre beste Platzierung bei Deutschen Meisterschaften der zweite Platz 2011. Sie studierte Journalistik an der TU Dortmund. 2017 begann Schmidla eine Ausbildung als Zweirad-Mechatronikerin. An diese schloss sie eine Fortbildung zur Meisterin an.